# Pai (république de Carélie)
Pour les articles homonymes, voir Pai.
Pai (en carélien : Pajusuo, en finnois : Pai, en russe : Пай, Pai) est une municipalité rurale du raïon des rives de l'Onega en république de Carélie.

## Géographie
La municipalité de Pai est située près de la limite de l'oblast de Léningrad, à 80 kilomètres au sud de Petroskoi.
La municipalité de Pai a une superficie de 307,7 km2.
Pai est bordée à l'ouest par Pyhäjärvi du raïon de Priaja, au nord par Latva-Vetka du raïon des rives de l'Onega et au nord-est par l'oblast de Léningrad. La majorité du territoire de la commune est forestière.
Pai est arrosée par les rivières Musalanjoki (Mužala), Njuda, Pai, Pyhäjoki (Svjatuha) et Važa. Ses lacs principaux sont le  Maloje Mužalo et le Revselgskoje.

## Démographie
Recensements (*) ou estimations de la population
| 1959  | 1970  | 1979  | 1989  |
| ----- | ----- | ----- | ----- |
| 4 275 | 1 331 | 1 274 | 1 071 |

| 2009 | 2010 | 2013 | - |
| ---- | ---- | ---- | - |
| 528  | 498  | 453  | - |